# Тетнульд
Тетнульд (груз. თეთნულდი «біла гора») — вершина в відрогу Безенгійської стіни, Головного Кавказького хребта в регіоні Верхня Сванетія, Грузія, за 2 км на південь від вершини Гестола і межі Російської Федерації (Кабардино-Балкарія). Висота — 4852 м. Вершина двоголова, складена стародавніми кристалічними породами. З Тетнульді стікають льодовики Оїш, Нагеб, (витоки Інгурі), Адіш та ін. Загальна площа льодовиків — 46 км². За 22 км на захід від вершини розташований районний центр Местіа.
Тетнульді ще називають сванською нареченою. Вигляд вершини підтверджує здатність природи створювати правильні геометричні форми. З якого боку не подивися на Тетнульді;— з усіх сторін ця вершина є практично правильною пірамідою з чотирма гострими гранями. Через перемичку з Гестолою за часів СРСР на Тетнульді був маршрут з боку Росії 4б к.с., але через геологічні зміни — просідання льодовика, на сьогоднішній день цей шлях вкрай небезпечний, і офіційно заборонений так як пов'язаний з перетином Російсько-Грузинського кордону. З боку Грузії (Сванетія), на Тетнульді існують два красивих маршрути, один з яких був пройдений в 1887 році, в тому самому році, коли найсильніші альпіністи Європи піднялися на всі самі значущі піки Головного Кавказу. Вперше на Тетнульді піднялася команда австрійських альпіністів під командуванням Дугласа Фрешфільда.
На сьогодні, підйом на Тетнульді являє собою спортивне сходження середньої категорії складності, важчий, ніж підйом на Лайлу, але значно менш ризикований, ніж програма на Ушбі або Шхарі. Сходження на Тетнульді можна порекомендувати як перехідну ланку від простих альпіністських програм до технічно вищих рівнів. Розташування Тетнульда дає унікальний шанс альпіністам насолодитися всією потужністю і пишністю знаменитих вершин Безенгійської стіни, навпроти якої розташована вершина Тетнульд.